# Nils Lofgren

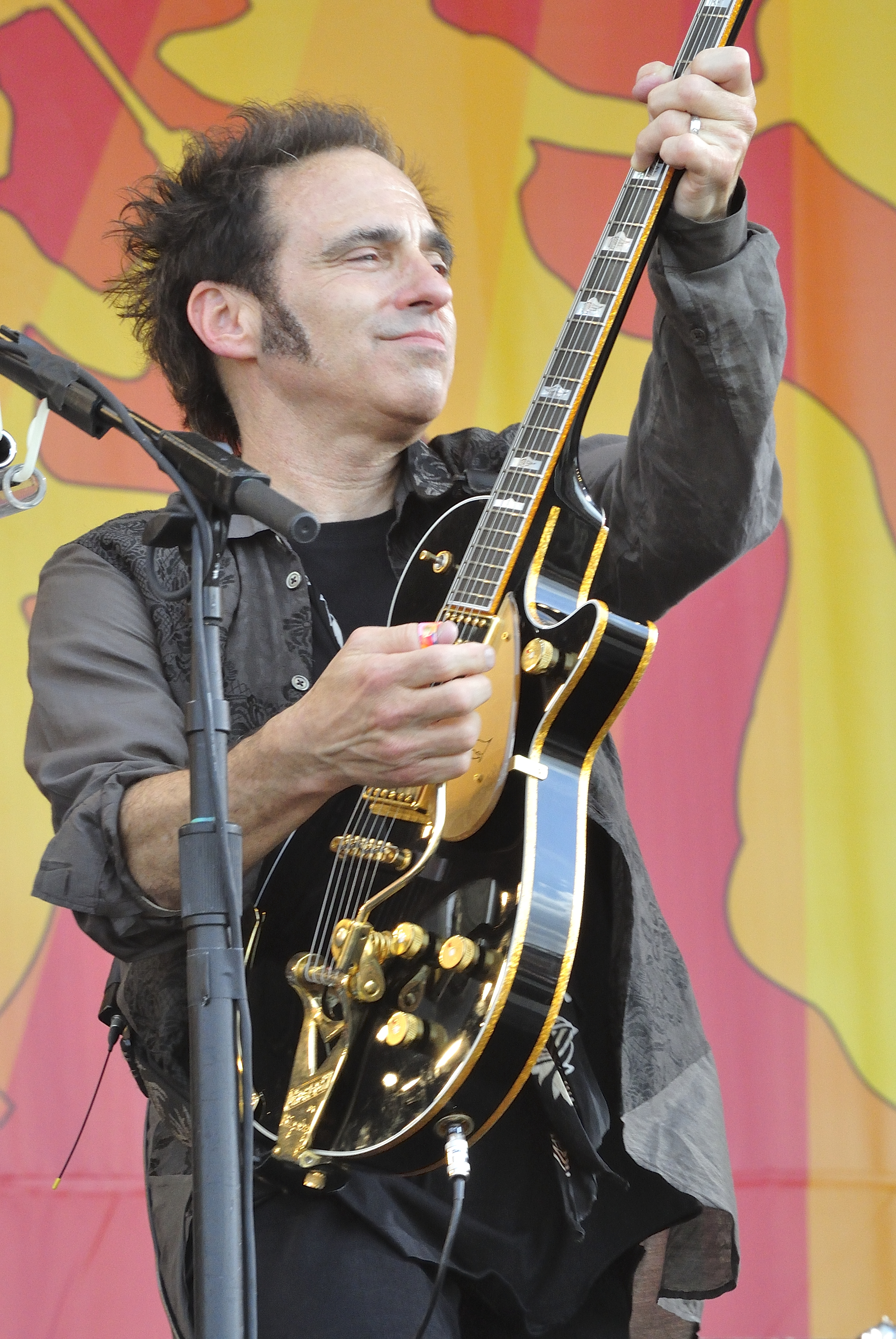
Nils Lofgren (2012)

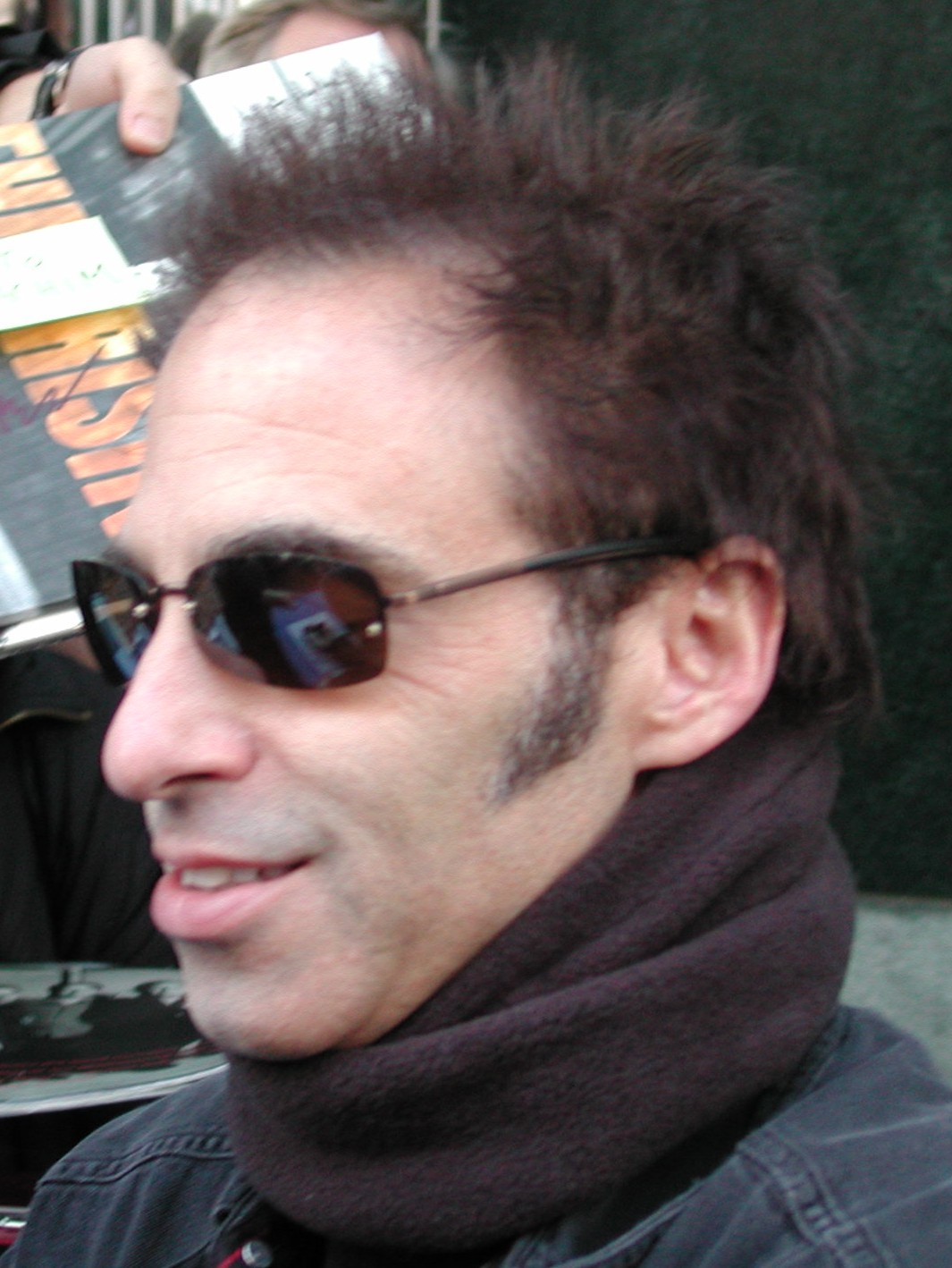
Nils Lofgren (2002)

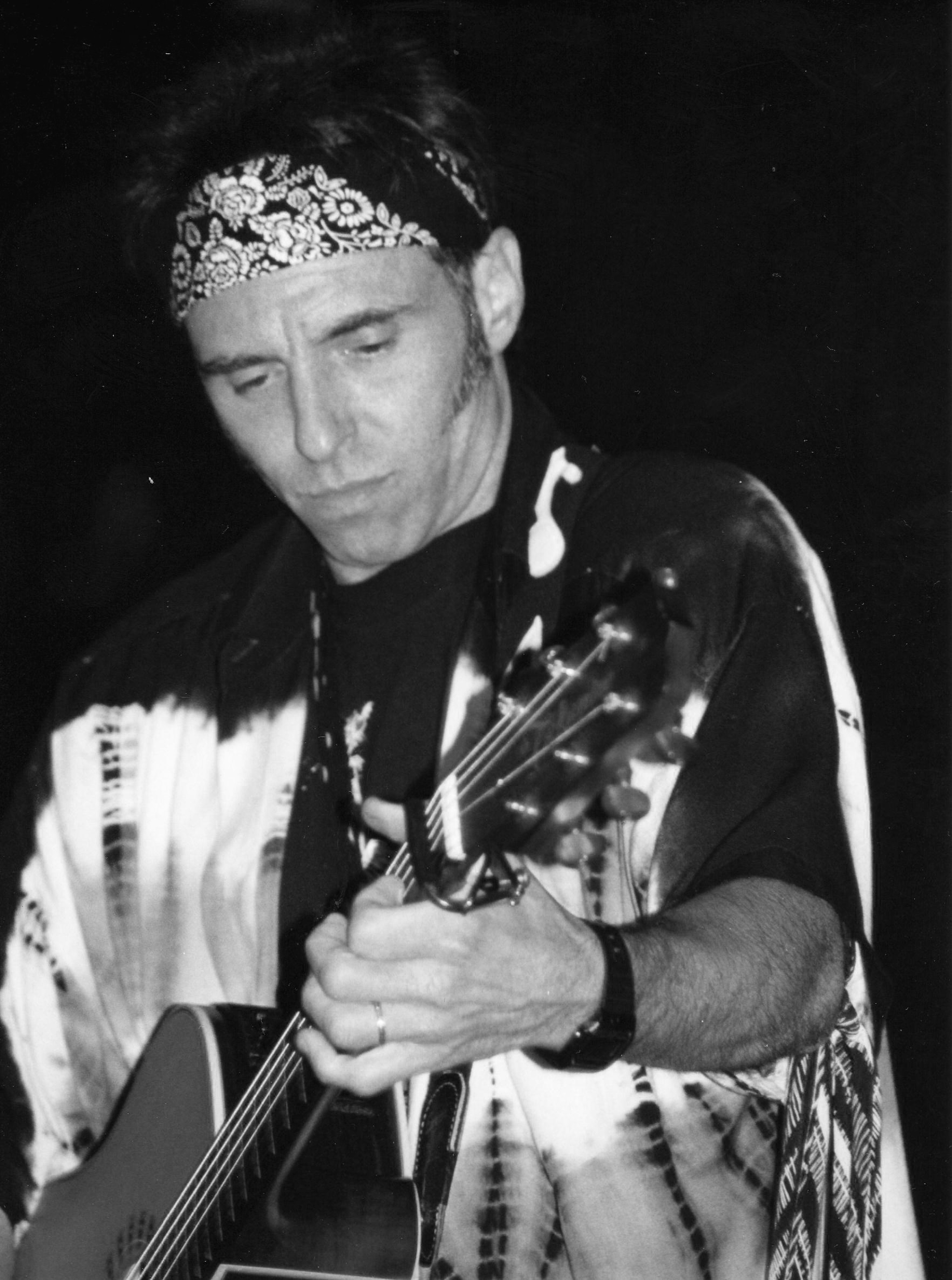
Nils Lofgren (1997)

Nils Hilmer Lofgren (* 21. Juni 1951 in Chicago, Illinois) ist ein US-amerikanischer Rockgitarrist, Sänger und Komponist. Auch seine Akrobatik bei der Bühnenshow machte ihn bekannt, in der er Gitarre spielte, während er Saltos auf dem Trampolin sprang. Neben der Gitarre beherrscht er außerdem Klavier, Pedal Steel Guitar und Akkordeon. Er ist neben seiner Solo-Karriere auch Mitglied in Bruce Springsteens E Street Band und Neil Youngs Band Crazy Horse.

## Biografie
Bereits im Alter von 17 Jahren gehörte Lofgren der Band von Neil Young an und spielte auf dessen Album After the Gold Rush Klavier und bei einem Song Gitarre. In dieser Zeit spielte er zusammen mit seiner eigenen Band namens Grin vier Alben ein. Nach dem Ausstieg von Mick Taylor bei den Rolling Stones zählte er zum Kreis der möglichen Nachfolger.
Im Jahr 1975 begann Lofgren seine Karriere als Solokünstler. Mit Songs wie Back It Up, Keith Don’t Go (dieser Song handelt von Keith Richards’ Drogenproblemen), I Came to Dance sowie Shine Silently und No Mercy hatte er mehrere Single-Hits. In Deutschland wurde er 1976 durch Auftritte im Rockpalast und in der 5. Rockpalast Nacht am 6. Oktober 1979 bekannt. Bis heute tourt er als Solo-Artist, wenn seine anderen Bands pausieren.
1984 wurde Lofgren als zweiter Gitarrist Mitglied in Bruce Springsteens E Street Band. Er ersetzte Steven Van Zandt. Ende der 1980er Jahre trennte sich Springsteen von der E Street Band. Lofgren veröffentlichte danach weitere Alben und ging als Begleitmusiker mit Springsteen, Patti Scialfa, Neil Young oder Ringo Starrs 'All Starr Band' auf Tour. 1999 kam es zur Reunion der E Street Band, in der Van Zandt und Lofgren seitdem zusammen spielen.
Seit Mai 2018 spielt Lofgren auch wieder in Neil Youngs Begleitband Crazy Horse und ersetzt dort den langjährigen Gitarristen Frank „Poncho“ Sampedro, zunächst für ein paar Liveauftritte. Seit 2019 nahm Neil Young mit Nils Lofgren als Crazy Horse-Gitarrist die drei Studioalben Colorado (2019), Barn (2021) und World Record (2022) auf.
Lofgren lebt mit seiner Frau Amy in Scottsdale/Arizona.

## Diskografie

### Studioalben
| Jahr | Titel               | Höchstplatzierung, Gesamtwochen, AuszeichnungChartplatzierungen (Jahr, Titel, Platzierungen, Wochen, Auszeichnungen, Anmerkungen) | Höchstplatzierung, Gesamtwochen, AuszeichnungChartplatzierungen (Jahr, Titel, Platzierungen, Wochen, Auszeichnungen, Anmerkungen) | Höchstplatzierung, Gesamtwochen, AuszeichnungChartplatzierungen (Jahr, Titel, Platzierungen, Wochen, Auszeichnungen, Anmerkungen) | Höchstplatzierung, Gesamtwochen, AuszeichnungChartplatzierungen (Jahr, Titel, Platzierungen, Wochen, Auszeichnungen, Anmerkungen) | Anmerkungen                                                                     |
| Jahr | Titel               | DE | CH | UK | US | Anmerkungen                                                                     |
| ---- | ------------------- | --- | --- | --- | --- | ------------------------------------------------------------------------------- |
| 1975 | Nils Lofgren        | — | — | — | US141 (9 Wo.)US |                                                                                 |
| 1976 | Cry Tough           | — | — | UK8 Silber · (11 Wo.)UK | US32 (16 Wo.)US |                                                                                 |
| 1977 | I Came to Dance     | — | — | UK30 (4 Wo.)UK | US44 (12 Wo.)US |                                                                                 |
| 1979 | Nils                | DE21 (3 Wo.)DE | — | — | US54 (14 Wo.)US |                                                                                 |
| 1981 | Night Fades Away    | — | — | UK50 (3 Wo.)UK | US99 (11 Wo.)US |                                                                                 |
| 1982 | A Rhythm of Romance | — | — | UK100 (1 Wo.)UK | — |                                                                                 |
| 1985 | Flip                | — | — | UK36 (7 Wo.)UK | US150 (5 Wo.)US |                                                                                 |
| 1991 | Silver Lining       | — | — | UK61 (1 Wo.)UK | US153 (8 Wo.)US |                                                                                 |
| 2023 | All Roads Lead Home | DE48 (1 Wo.)DE | CH82 (1 Wo.)CH | — | — | Erstveröffentlichung: 31. März 2023 mit Ralph Molina, Billy Talbot & Neil Young |
| 2023 | Mountains           | DE85 (1 Wo.)DE | — | — | — | Erstveröffentlichung: 21. Juli 2023                                             |

grau schraffiert: keine Chartdaten aus diesem Jahr verfügbar
Weitere Studioalben
- 1983: Wonderland
- 1992: Crooked Line
- 1993: Every Breath, Soundtrack
- 1995: Damaged Goods
- 2001: Breakaway Angel
- 2002: Tuff Stuff – The Best of the All–Madden Team Band
- 2006: Sacred Weapon
- 2008: The Loner – Nils Sings Neil
- 2011: Old School
- 2019: Blue With Lou

### Livealben
| Jahr | Titel             | Höchstplatzierung, Gesamtwochen, AuszeichnungChartplatzierungen (Jahr, Titel, Platzierungen, Wochen, Auszeichnungen, Anmerkungen) | Höchstplatzierung, Gesamtwochen, AuszeichnungChartplatzierungen (Jahr, Titel, Platzierungen, Wochen, Auszeichnungen, Anmerkungen) | Höchstplatzierung, Gesamtwochen, AuszeichnungChartplatzierungen (Jahr, Titel, Platzierungen, Wochen, Auszeichnungen, Anmerkungen) | Höchstplatzierung, Gesamtwochen, AuszeichnungChartplatzierungen (Jahr, Titel, Platzierungen, Wochen, Auszeichnungen, Anmerkungen) | Anmerkungen |
| Jahr | Titel             | DE | CH | UK | US | Anmerkungen |
| ---- | ----------------- | --- | --- | --- | --- | ----------- |
| 1978 | Night After Night | — | — | UK38 (2 Wo.)UK | US44 (10 Wo.)US |             |
| 1986 | Code of the Road  | — | — | UK86 (1 Wo.)UK | — |             |

grau schraffiert: keine Chartdaten aus diesem Jahr verfügbar
Weitere Livealben
- 1975: Back It Up!! – Nils Lofgren live – An Authorized Bootleg
- 1993: Live on the Test
- 1997: Acoustic Live
- 1997: Archive Live, Live N.J. Stone Pony 1985
- 1998: New Lives, BBC
- 2001: Bootleg, Live 1975
- 2003: Nils Lofgren Band Live
- 2013: Keith Don’t Go, Live at the Town & Country Club London 1990
- 2020: Weathered

### Kompilationen
- 1979: Nils Lofgren & Grin
- 1981: Best of Nils Lofgren
- 1982: A Rhythm Romance
- 1987: Classics Volume 13 / Best of Nils Lofgren
- 1990: Don’t Walk. Rock, Best of
- 1994: Soft Fun, Tough Tears, Best of with Grin
- 1995: Shine Silently, Best of
- 1996: Steal Your Heart, Best of
- 1998: Into the Night, Best of
- 1998: Best of A&M Years, Nils + Grin
- 1999: Ultimate Collection, Best of
- 2014: Face te Music (9 CD + 1 DVD)

### Singles
| Jahr | Titel Album            | Höchstplatzierung, Gesamtwochen, AuszeichnungChartsChartplatzierungen (Jahr, Titel, Album, Platzierungen, Wochen, Auszeichnungen, Anmerkungen) | Anmerkungen |
| Jahr | Titel Album            | UK | Anmerkungen |
| ---- | ---------------------- | --- | ----------- |
| 1985 | Secret in the Street – | UK53 (5 Wo.)UK |             |

### Mit Grin
- 1971: Grin
- 1972: 1+1
- 1973: All Out
- 1973: Gone Crazy

### MitCrazy Horse
- 1971: Crazy Horse
- 2019: Colorado
- 2021: Barn

### Mit Jerry Williams
- 1972: Jerry Williams

### MitNeil Young
- 1970: After the Gold Rush
- 1975: Tonight’s the Night
- 1982: Trans
- 1993: MTV Unplugged
- 2019: Colorado
- 2021: Barn
- 2022: World Record

### MitLou Reed
- 1979: The Bells

### MitLou Gramm
- 1987: Ready or Not

### MitBruce Springsteen
- 1986: Live 1975–85
- 1987: Tunnel of Love
- 1988: Chimes of Freedom
- 1995: Greatest Hits
- 2001: Live in New York City
- 2002: The Rising
- 2007: Magic
- 2009: Working on a Dream
- 2012: Wrecking Ball
- 2014: High Hopes
- 2020: Letter to You

### Videoalben
- 1989: How to Play Guitar, Instructional Video
- 1991: Live at Town and Country Club
- 2001: Live & Raw
- 2005: At Rockpalast
- 2006: Live Acoustic
- 2010: Live at Rockpalast